# Andrea Marcato
Pour les articles homonymes, voir Marcato.

a Compétitions nationales et continentales officielles uniquement.

b Matchs officiels uniquement.
Dernière mise à jour le 28 octobre 2021.
Andrea Marcato, né le 17 avril 1983 à Padoue (Italie), est un joueur italien de rugby à XV qui a joué avec l'équipe d'Italie entre 2006 et 2009. Évoluant aux postes de demi d'ouverture ou d'arrière, il a évolué sein des clubs italiens du Petrarca Padoue, Benetton Trévise et Calvisano dans le Campionato Nazionale Eccellenza. Il est désormais entraineur.

## Carrière

### Joueur
Andrea Marcato débute au Petrarca Padoue avant de rejoindre le Benetton Trévise.
Il a obtenu sa première cape internationale le 11 juin 2006 à l'occasion d'un match contre l'équipe du Japon à Tokyo, et sa dernière cape le 21 mars 2009 contre l'équipe de France à Rome.

### Entraîneur
Joueur jusqu'en 2017, Marcato raccroche les crampons pour prendre en charge l'équipe du Petrarca Padoue pour la saison 2017-2018, et remporte le titre national dès sa première année. En 2024, après un troisième titre national, il est nommé sélectionneur de l'équipe d'Italie des moins de 20 ans.

## Statistiques

### Équipe nationale
- 16 sélections (12 fois titulaire, 4 fois remplaçant)
- 81 points (9 transformations, 18 pénalités, 3 drops)
- Sélections par année : 2 en 2006, 10 en 2008, 4 en 2009
- Tournoi des Six Nations disputés: 2008, 2009

## Palmarès

### Joueur
- 5 fois champion d'Italie : 2006, 2007, 2009, 2010 (Benetton Trévise) et 2012 (Cammi Calvisano)
- Vainqueur de la Coupe d'Italie en 2010 (Benetton Trévise) et 2012 (Cammi Calvisano)
- Super-Coupe d'Italie: 2006, 2009 avec Benetton Trévise.

### Entraîneur
- Champion d'Italie en 2018, 2022 et 2024 avec le Petrarca Padoue.